# Robert Michael Lewis
Robert Michael Lewis est un réalisateur et producteur américain né à New York (États-Unis). Il est parfois simplement crédité Robert Lewis.

## Filmographie

### Comme réalisateur

#### Cinéma
- 1972 : Lapin 360
- 1980 : Pour les yeux de Jessica B (S*H*E)

#### Téléfilm
- 1972 : The Astronaut
- 1973 : Un camion en or massif (en) (The Alpha Caper)
- 1973 : Money to Burn
- 1973 : Message to My Daughter
- 1974 : Pray for the Wildcats (en)
- 1974 : The Day the Earth Moved
- 1975 : Guilty or Innocent: The Sam Sheppard Murder Case (en)
- 1977 : The Night They Took Miss Beautiful (en)
- 1978 : Ring of Passion
- 1980 : If Things Were Different
- 1980 : Escape
- 1980 : A Private Battle
- 1981 : Fallen Angel
- 1981 : La Rage de vaincre (The Miracle of Kathy Miller)
- 1981 : Child Bride of Short Creek (en)
- 1982 : Desperate Lives (en)
- 1982 : Between Two Brothers
- 1982 : Sans issue (No Room to Run)
- 1982 : Computercide
- 1983 : Summer Girl
- 1983 : Le Major parlait trop (A Caribbean Mystery)
- 1983 : Meurtre au champagne (Witness for the Prosecution)
- 1984 : Flight 90: Disaster on the Potomac (en)
- 1984 : Implosion trois (City Killer)
- 1985 : Un singe à la maison (A Summer to Remember)
- 1985 : Embassy
- 1985 : Lost in London
- 1986 : Combattante du feu (Firefighter)
- 1987 : A Stranger Waits
- 1987 : Escroquerie à la mort (Deep Dark Secrets)
- 1988 : The Secret Life of Kathy McCormick
- 1988 : Strip-tease fatal (en) (Ladykillers)
- 1990 : Dead Reckoning
- 1990 : Meurtre en mémoire (en) (Memories of Murder)
- 1994 : Dangereuse rencontre (Don't Talk to Strangers)
- 1995 : Le Tueur de Blue Lake (Circumstances Unknown)
- 1996 : L'Esprit maléfique (The Crying Child)
- 1997 : Perfect Crime

#### Série télévisée
- 1969-1972 : La Nouvelle Équipe (The Mod Squad) (16 épisodes)
- 1972 : McMillan (McMillan & Wife) (5 épisodes)
- 1973 : Griff (en) (1 épisode)
- 1974 : Kung Fu (2 épisodes)
- 1974 : Harry O (en) (1 épisode)
- 1975 : L'Homme invisible (The Invisible Man) (2 épisodes)
- 1976 : Serpico (1 épisode)
- 1979 : Married: The First Year

### Comme producteur
- 1969-1972 : La Nouvelle Équipe (The Mod Squad) (4 épisodes)
- 1974 : The ABC Afternoon Playbreak (en) (1 épisode)
- 1986 : Combattante du feu (Firefighter)
- 1987 : A Stranger Waits
- 1990 : Dead Reckoning
- 1990 : Meurtre en mémoire (en) (Memories of Murder)
- 1996 : L'Esprit maléfique (The Crying Child)
- 1997 : Perfect Crime
- 2000 : Le Fils retrouvé (When Andrew Came Home)